# Marcel Frémiot
Marcel Frémiot (* 29. Februar 1920 in Paris; † 19. Januar 2018 in Marseille) war ein französischer Komponist.

## Leben und Wirken
Marcel Frémiot absolvierte eine Klavier- und Orgelausbildung und studierte am Pariser Konservatorium Kontrapunkt und Harmonielehre bei Olivier Messiaen und Noël Gallon; außerdem war er auch Schüler von René Leibowitz.
Von 1950 bis 1962 war Frémiot künstlerischer Leiter des Verlages Le Chant du Monde, danach bei Harmonia Mundi, wo er die Sammlung Orgues historiques herausgab. Seit 1966 war er Professor für Musikgeschichte am Konservatorium von Marseille. Hier richtete er 1968 auf Anregung von Pierre Barbizet die erste Klasse für elektroakustische Musik an einem französischen Konservatorium ein. Von 1969 bis 1983 war er Dozent an der Université d'Aix-Marseille.
1970 gründete Frémiot die Groupe de Musique Expérimentale de Marseille (G.E.M.E.M.), 1984 das Laboratoire Musique et Informatique de Marseille (M.I.M.). Von 1985 bis 1986 war er Dozent an der Universität von Aix-en-Provence. 1989 wurde er Honorarprofessor am Conservatoire National de Région in Marseille, 1990 Direktor des M.I.M.
Frémiot komponierte Werke für eine audio-visuelle Realisation, darunter Tobie et Sarah (1961), Le mystère du fils de l'homme (nach François Mauriac, 1961), David, roi d'Israël (1969) und Abraham, außerdem Werke für traditionelle und elektroakustische Instrumente, Chormusik und szenische Werke, darunter eine Schauspielmusik zu Alfred Jarrys Ubu Roi (1946) und die unvollendete Oper Le Chateau, nach Franz Kafka (1947–48).